# Suikertaart

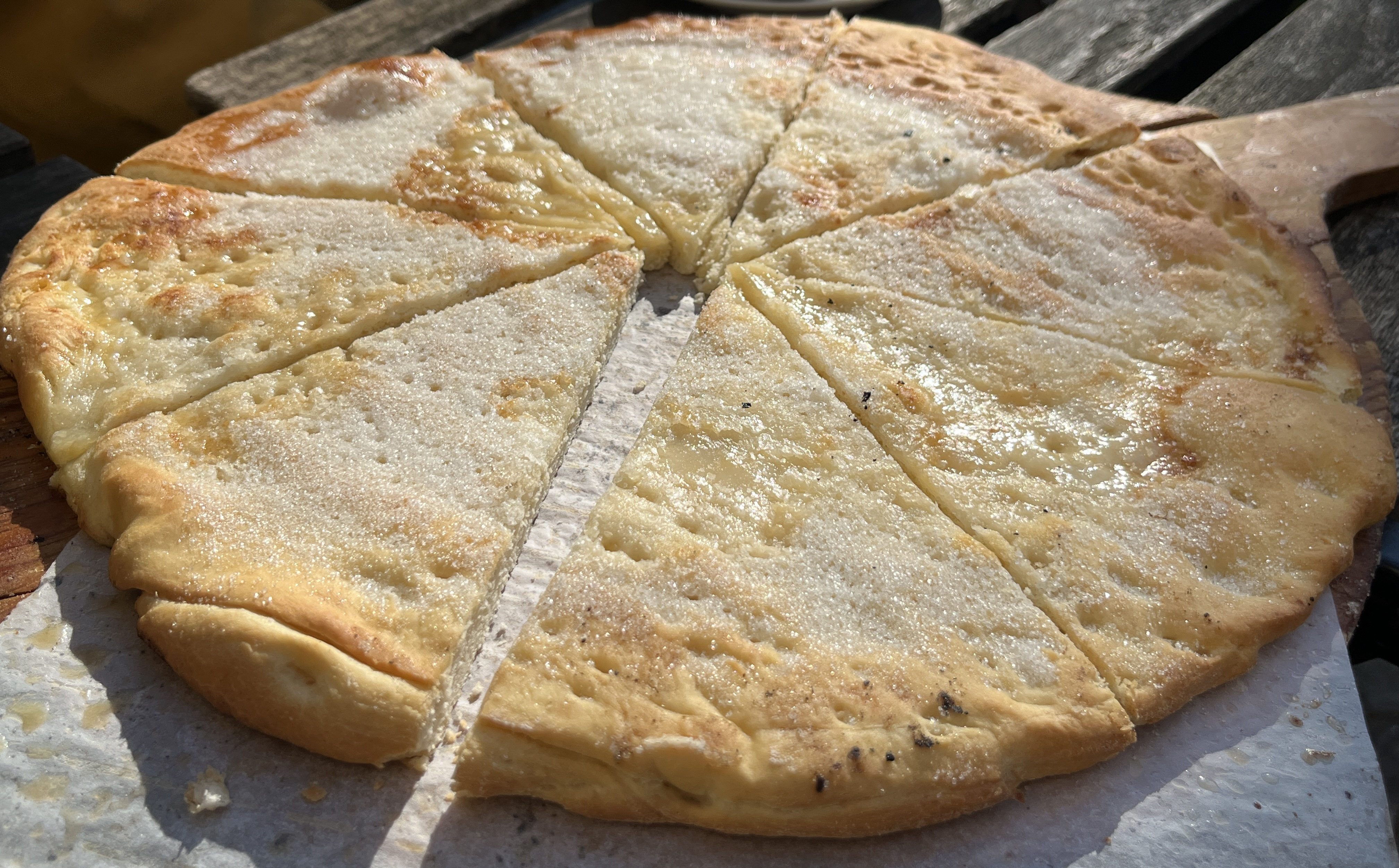
Suikertaart uit Pérouges (2022)

Suikertaart is een zoete lekkernij, meer bepaald een taart, bestaande uit onder andere bloem, melk, boter, suiker, room, ei en vanille. Er zijn allerlei varianten op, zoals een Franse variant met bier of een Canadese variant met esdoornsiroop.
Suikertaarten zijn vooral onderdeel van de Franse en Belgische keukens, maar worden ook in andere landen gegeten, zoals Canada. In Frankrijk en Canada wordt de taart tarte au sucre genoemd.